# HMS Astute (2007)
HMS Astute (S119) — головная подводная лодка типа Astute ВМС Великобритании. Второй корабль Королевского флота под таким названием.

## Возможности
Лодки типа Astute проектировались и строились по измененным требованиям НАТО к атомным подводным лодкам (ПЛ). В отличие от лодок Холодной войны, их основным назначением считается не борьба с подводными лодками противника, а поддержка действий против берега, такая как удары ПКР по наземным целям, разведка, высадка и эвакуация специальных сил.
Основное внимание при постройке уделялось поддержанию акустического преимущества, то есть меньшей шумности и большей дальности обнаружения, чем у вероятного противника. В том числе лодка имеет новое звукопоглощающее покрытие корпуса и водометный движитель. В составе гидроакустического вооружения ГАС типа 2076, интегрирующая фиксированные, конформные и буксируемые антенны. Сообщается об установке двух оптоэлектронных выдвижных устройств CM010 взамен перископов. Для специальных операций предусмотрена возможность нести «сухой» подводный аппарат (Dry Deck Shelter) доставки боевых пловцов.
Для обеспечения непрерывной службы в течение 25 лет без перезагрузки активной зоны лодки типа Astute снабжены новым водо-водяным реактором PWR2, производства «Роллс-Ройс». Изначально предназначанный для ракетных ПЛ, он заметно больше предыдущего PWR1, соответственно водоизмещение лодки примерно на 30% больше предыдущего типа (Swiftsure). Благодаря размерам, впервые в Королевском подводном флоте, все члены экипажа имеют собственные койки, без необходимости посменного отдыха.

## Постройка
Контракт с фирмой GEC's Marconi Marine (ныне — BAE Systems Maritime – Submarines) в качестве главного подрядчика на первые три лодки был подписан Министерством обороны Великобритании 27 марта 1997 года. Постройку должна была вести компания входившая в GEC, Vickers Shipbuilding and Egineering, (VSEL, ныне подводное отделение BAE Systems).
После периода разработки, в том числе по измененным требованиям, HMS Astute была заложена 31 января 2001 года на верфи BAE Systems в Барроу-ин-Фернесс. Спущена на воду (фактически) 15 июня 2007 года (с опозданием 43 месяца против плана), окрещена 8 июня Камиллой Паркер-Боулз. Передана флоту 31 августа 2008, перешла из верфи в базу Фаслейн в ноябре того же года. После периода испытаний и приемок официально вошла в строй 27 августа 2010.

## Служба
Лодка базируется на Фаслейн. С момента ввода в строй проходит подготовку. Командир — коммандер Энди Колз (англ. Andy Coles)

### Инциденты
22 октября 2010 официальным сообщением Министерства обороны объявлено, что лодка «испытывает трудности» в районе острова Скай. Позже были уточнения о посадке на мель. О повреждениях активной зоны или ранениях личного состава не сообщалось. Командир предпочел не сниматься своим ходом, а ждать зафрахтованного буксира-спасателя береговой охраны Anglian Prince из Сторноуэя, чтобы свести к минимуму повреждения звукопоглощающего покрытия.
По сообщению представителя флота, лодка села в донный ил и снялась с приливом. По другим сообщениям, грунт в месте посадки — галька, что может означать более серьёзные повреждения. Уточняется, что лодка была снята силами трех судов через 10 часов после посадки на мель.
4 ноября Министерством обороны было объявлено, что при снятии с мели произошел навал буксира береговой охраны (предположительно, Anglian Prince) на лодку, с повреждением правого носового горизонтального руля. После осмотра повреждений, лодка своим ходом отправилась в базу, где планируется её ремонт. Там же сообщено о расследовании инцидента флотом. Береговая охрана намерена провести отдельное расследование навала. Предположительно, в момент навала лодка принимала на борт членов экипажа с берега.
8 апреля 2011 года по сообщению The Daily Telegraph на борту лодки пришвартованной в порту города Саутгемптон в английском графстве Хэмпшир, из-за открытой стрельбы из пистолета калибра 9 мм погиб один человек. По данным издания, стрельбу открыл вооруженный вахтенный на пирсе, который повздорил с пришедшим сменить его сослуживцем и сопровождавшим его офицером.
Прибывший на смену моряк получил серьёзные ранения, которые, однако, не представляют угрозы для его жизни. Сопровождавший его офицер скончался.
Сообщается, что стрелявший задержан. Что стало причиной ссоры, не сообщается.